# Mid Essex Football League
Mid Essex Football League är en engelsk fotbollsliga baserad i Essex. Den har fem divisioner och toppdivisionen Premier Division ligger på nivå 13 i det engelska ligasystemet.
Ligan är en matarliga till Essex Olympian Football League.

## Mästare
| Säsong  | Premier Division           |
| ------- | -------------------------- |
| 2007/08 | Southminster St Leonard's  |
| 2008/09 | Braintree & Bocking United |
| 2009/10 | Braintree & Bocking United |
| 2010/11 | Scotia Billericay          |